# لونتا ساوینو
لونتا ساوینو (ایتالیایی: Lunetta Savino؛ زادهٔ ۲ نوامبر ۱۹۵۷) بازیگر اهل ایتالیا است.
از فیلم‌ها یا برنامه‌های تلویزیونی که وی در آن نقش داشته‌است، می‌توان به یک پزشک در خانواده، خوشبختی فرا رسیده‌است، ازدواج‌ها، دردسرسازان و زیبایی زنان اشاره کرد. ساوینو در سال ۲۰۱۰ برنده جایزه انجمن ملی فیلم ایتالیا بهترین بازیگر نقش مکمل زن شده‌است.